# Brønshøj

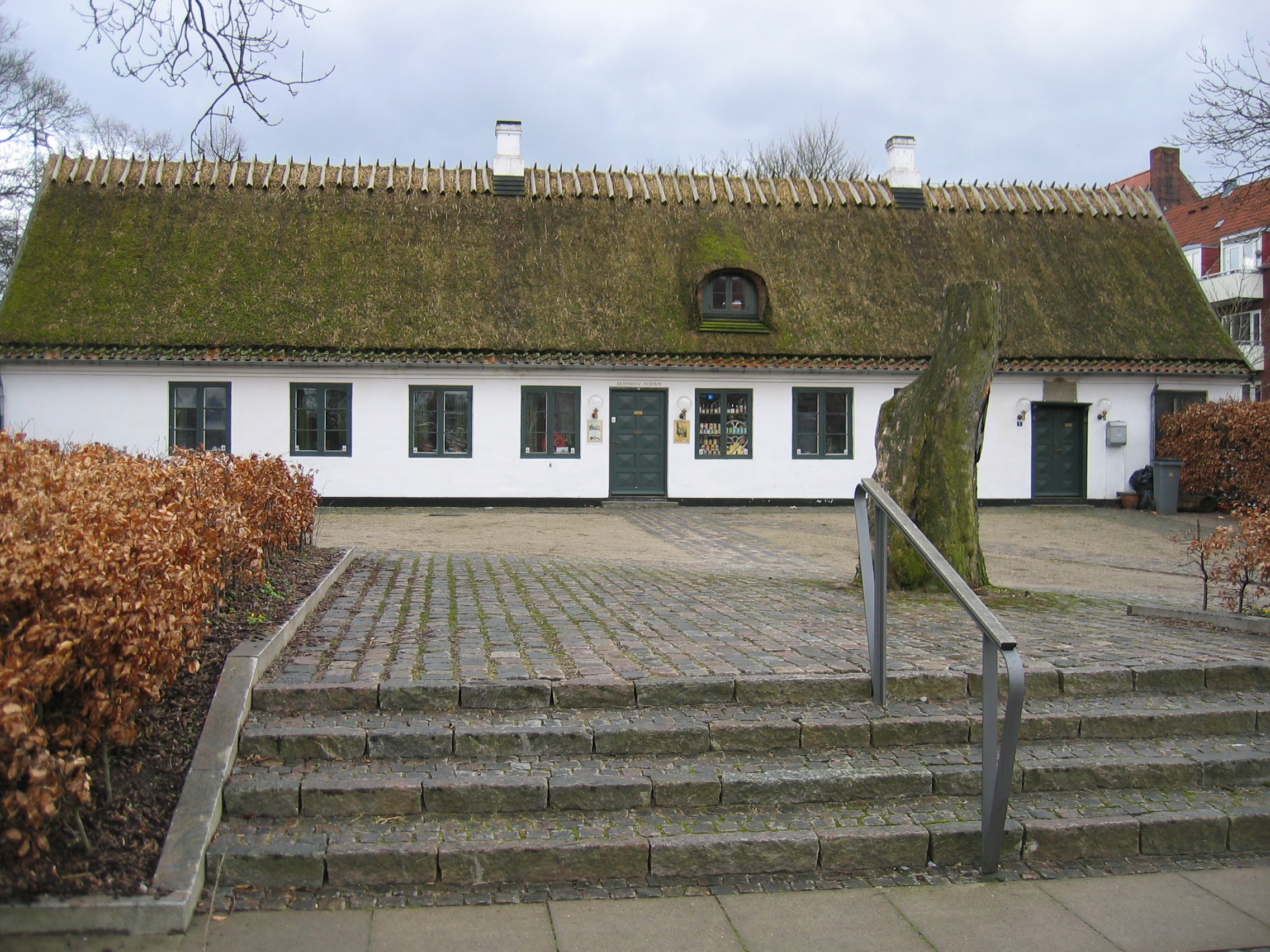
Rytterskolen på Brønshøj torg

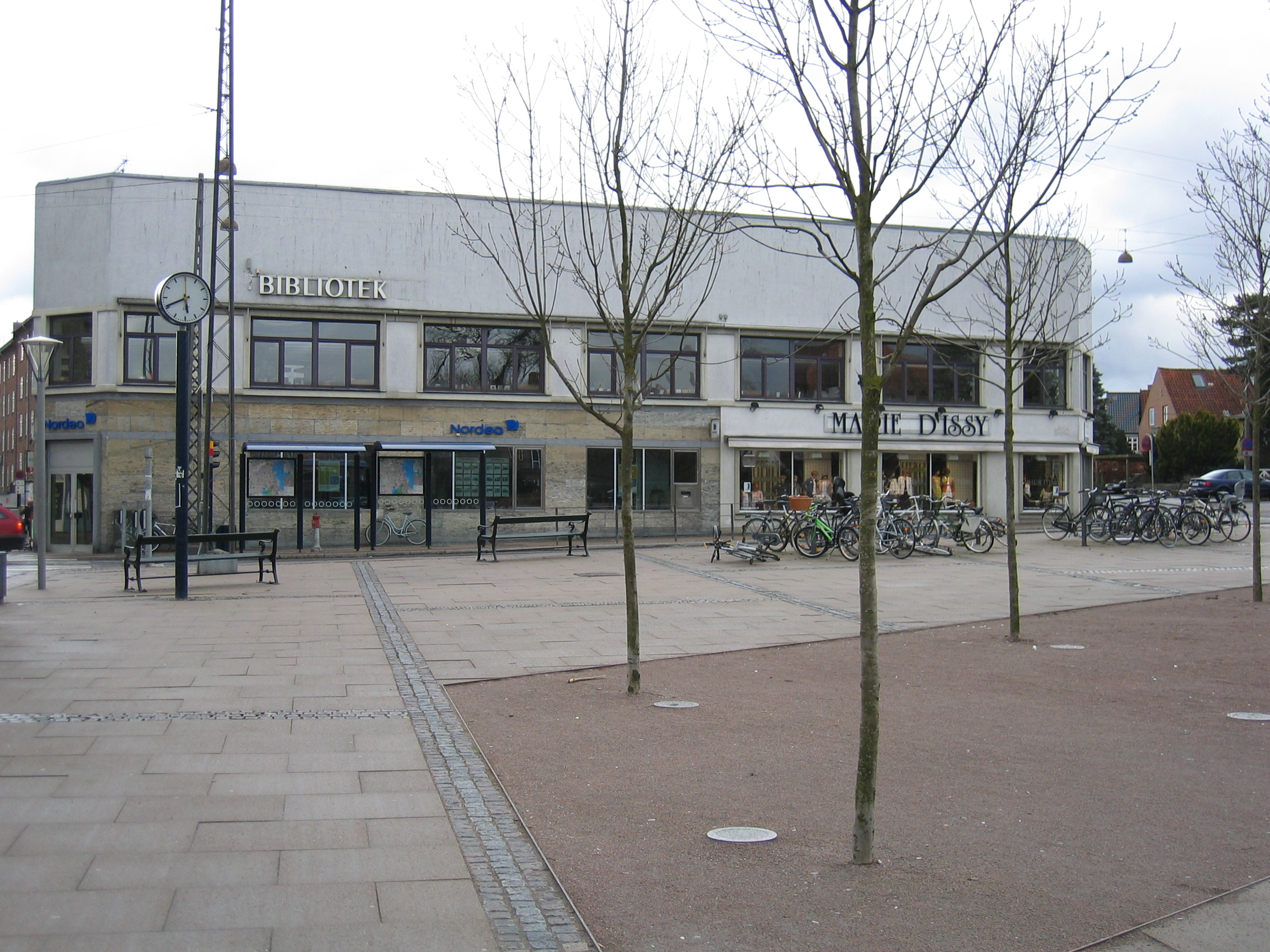
Brønshøj bibliotek, tidigare Bella Bio

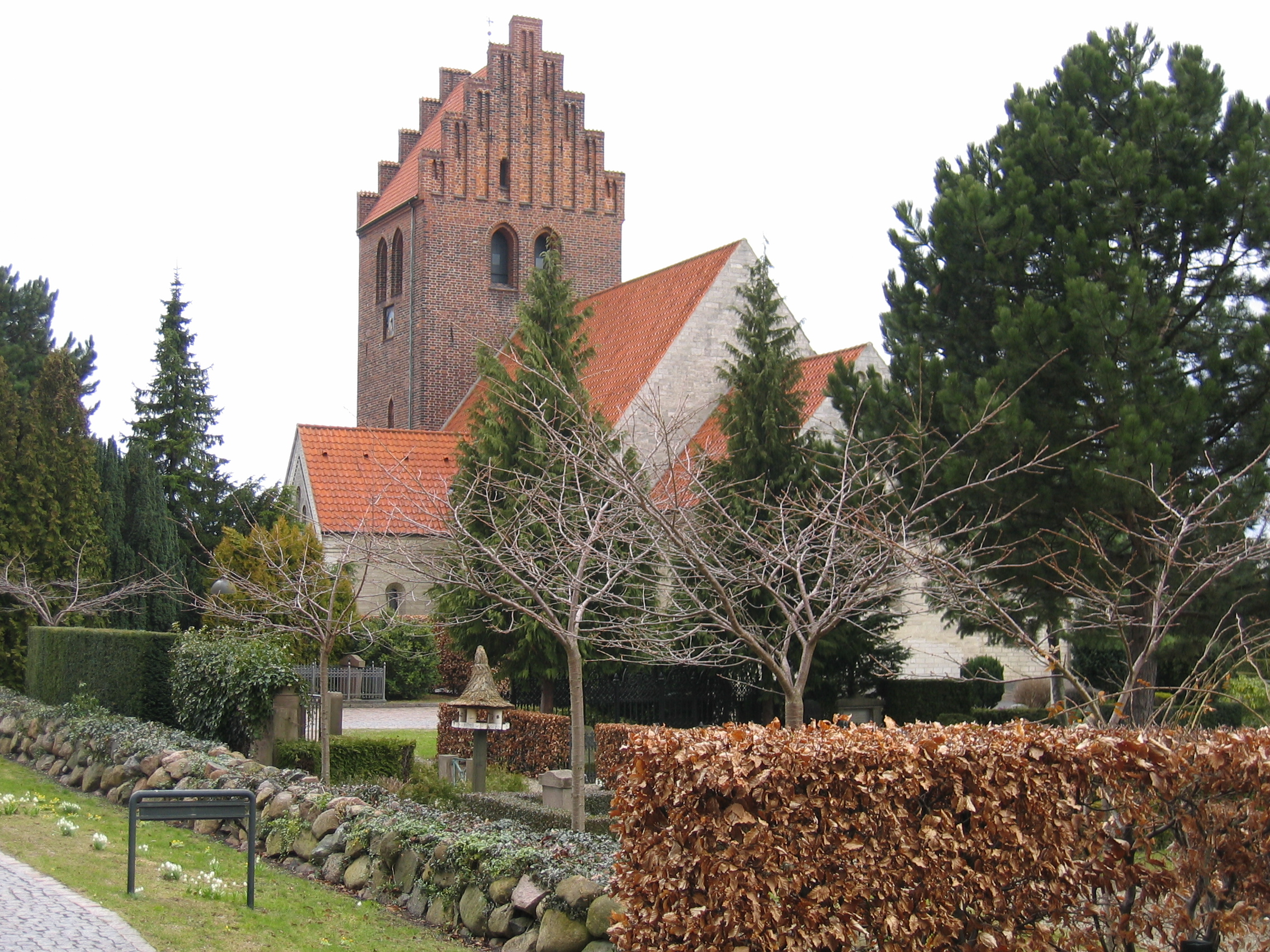
Brønshøj kyrka som sedan 1901 är Köpenhamns äldsta byggnad.

Brønshøj är en del av stadsdelen Brønshøj-Husum i Köpenhamn. Den blev en del av Köpenhamns kommun år 1901.
Brønshøj består i dag mestadels av villakvarter runt Brønshøj torg, Brønshøj kyrka och Rytterskolen, som är från 1723. Stadsdelen flankeras av Utterslev Mose, Husumvej, Hulgårdsvej och Vestvolden vid Husum och genomskärs av Frederikssundsvej.

## Historia
Den äldsta, kända benämningen av Brønshøj ("Brunshoga") stammar från ett påvebrev daterat den 21 oktober 1186. Det innehåller bland annat en bekräftelse från påve Urban II, att ärkebiskop Absalon hade en egendom i landsbyn. Kyrkan är från ungefär samma tid och är i dag Köpenhamns äldsta byggnad.
1658-1660, vid Köpenhamns belägring, blev landsbyn med omgivande landskap förvandlad till ett stort befäst, militärläger, Carlstad, då den svenska kungen Karl X Gustav iverksatte en belägring av Köpenhamn. Lämningar efter befästningen, vilken som mest huserade lika många människor som Köpenhamn, hittas fortfarande i området.
I slutet av 1800-talet och i början av 1900-talet utvecklade sig den lantliga bebyggelsen till en förort till Köpenhamn. 1901 blev Brønshøj ihop med flera andra grannlandsbyar inkorporerat i Köpenhamns kommun. Brønshøj har i dag flera markanta exempel på viktiga, danska byggnadstyper. Ett exempel är andelsföreningen Enigheden, som grundlades 1899 som bostadshus for arbetare på mejeriet Enigheden. På 1950-talet blev de första egentliga höghusen i Danmark uppförda på närbelägna Bellahøj.